# 기타유후촌
기타유후촌(北由布村)은 오이타현 하야미군에 있던 촌이다. 현재의 유후시의 일부에 해당한다.

## 역사
- 1889년 4월 1일 - 정촌제 시행에 의해 하야미군 기타유후촌이 성립하였다.
- 1936년 1월 1일 - 미나미유후촌과 합병해 유후인정이 성립하여, 동일 기타유후촌은 폐지되었다.

## 참고문헌
- 角川日本地名大辞典 44 大分県
- 『市町村名変遷辞典』東京堂出版、1990年。